# Спинола, Томмазо
Томмазо Спинола (итал. Tomaso Spinola; Генуя, 1557 — Генуя, 1631) — дож Генуэзской республики.

## Биография
Сын Антонио Спинолы (ветвь Лукколи) и Фаустины Дориа, родился в Генуе около 1557 года. В юности избрал военную карьеру и в 1577 году был назначен капитаном галеры. В 1596-1597 годах служил губернатором города Савона. Вернувшись в Геную, был избран в магистрат чрезвычайных ситуаций, а в 1599 году - в магистрат изобилия.
Между 1600 и 1604 годами занимал государственные должности комиссара Савоны (1600) и капитана Кьявари (1604). Избран сенатором и поверенным Республики в 1605 году, возглавлял магистрат милосердия (1609), служил капитан-комиссаром долины Польчевера в 1610 году.
С перевесом всего в 6 голосов Спинола смог добиться избрания дожем Генуи 21 апреля 1613 года, 90-м в республиканской истории, одолев главного конкурента в лице Амброджо Дориа.
Согласно хроникам Республики, правление дожа Томмазо Спинолы было очень мирным и спокойным. Однако 11 ноября 1614 года ему пришлось столкнуться с последствиями сильного шторма, который повредил порт Генуи, что потребовало проведения необходимых работ по реконструкции причалов и доков.
Мандат Спинолы закончился 21 апреля 1615 года, после чего он был избран пожизненным прокурором. Он умер в Генуе в 1631 году и был похоронен в часовне церкви Санта-Катарина.
Был женат на Делии Спинола (дочери Джулиано Спинолы), которая родила ему 13 детей: 8 мальчиков и 5 девочек. Среди них был Франческо Мария Спинола, епископ Савоны в 1624-1664 годах.